# Igeltjärnen (Stora Tuna socken, Dalarna)
Igeltjärnen är en sjö i Borlänge kommun i Dalarna och ingår i Dalälvens huvudavrinningsområde.